# 申潤珠
申 潤珠（シン・ユンジュ、朝鮮語: 신윤주、1972年9月8日 〜 ）は、大韓民国の韓国放送公社(KBS)所属のアナウンサー。

## 学歴
- 1988年 〜 1991年、貞信女子高等学校（朝鮮語版） 卒業
- 1991年 〜 1995年、韓国外国語大学校 師範大学 韓国語教育科 (1991学番)

## 経歴
- 1995年 22期 KBS 公開採用のアナウンサー
- KBS アナウンサー テレビチームチーム長